# Google Search
Iskanje Google ali pa preprosto Google je spletni iskalnik, ki ga je razvilo podjetje Google. Je najbolj uporabljen iskalnik na svetovnem spletu, ki poskrbi za več kot tri milijarde iskanj vsak dan. Od Februarja 2016 je najbolj uporabljen iskalnik v ZDA s 64.0% tržnim deležem.
Vrstni red zadetkov iskanja na Googlovih straneh temelji na sistemu, imenovanem PageRank. Iskanje Google ponuja veliko različnih možnosti za prilagojeno iskanje z uporabo Boolovih operatorjev, kot so izključitev ("-xx"), alternative ("xx OR yy OR zz"), in nadomestni znaki ("Winston * Churchill" vrne "Winston Churchill", "Winston Spencer Churchill", itd.). Te in druge možnosti je mogoče opredeliti na drugačen način z uporabo Naprednih Iskalnih strani.
Glavni namen Iskanja Google je lov na besedila v javno dostopnih dokumentih, ki jih ponujajo spletni strežniki. To izključuje druge podatke, kot so fotografije ali podatki iz podatkovnih baz. Sistem sta prvotno razvila Larry Page in Sergej Brin leta 1997. Iskanje Google ponuja več funkcij oz. možnosti iskanj, ne le iskanje besed . Na primer: sopomenke besed, vremenske napovedi, časovni pasovi, zemljevidi, podatki o potresih, spored filmskih predstav, letališča in športni rezultati. Obstajajo tudi posebne funkcije za številke, datume in nekatere posebne oblike, vključno z razponi, cenami, temperaturami, denarjem, pretvarjanje merskih enot, izračuni, sledenje pošiljkam, patenti, območne kode, in jeziki prevajanja. V juniju 2011 je Google predstavil "Google Glasovno Iskanje" za iskanje izgovorjenih namesto fizično vnesenih besed.
Analiza pogostosti iskanih izrazov lahko pomeni postavitev gospodarskega, socialnega ali zdravstvenega trenda. Podatki o pogostosti uporabe iskanih izrazov je na voljo širši javnosti preko aplikacije Google Trendi.
Konkurenti Google-u so Baidu in Soso.com na Kitajskem, Naver.com in Daum.net v Južni Koreji, Yandex v Rusiji, Seznam.cz v Češki Republiki; Yahoo na Japonskem, Tajvanu in ZDA, prav tako tudi Bing in DuckDuckGo. Nekaj manjših iskalnikov pa ima vendar določene prednosti, ki niso na voljo pri Googlovem, kot na primer shranjevanje zasebnih podatkov ali podatkov o sledenju. Eden takih iskalnikov je Ixquick.

## Iskanje

### PageRank
Googlov vzpon do uspeha je bil v veliki meri patentiran algoritem , imenovan PageRank, ki pomaga uvrstiti spletne strani, ki se ujemajo določenemu iskalnemu nizu. Ko je bil Google šele kot raziskovalni projekt na Univerzi Stanford, je bil njegov vzdevek BackRub, ker tehnologija preverja povratne povezave za določitev pomembnosti spletnega mesta. Prejšnji iskalniki, ki so temeljili na iskanju s ključnimi besedami, bi strani v iskalnih zadetkih razvrstile po  tem, kako pogosto se iskani izrazi pojavijo na neki strani. Algoritem PageRank pa analizira človeško ustvarjene povezave - ob predpostavki, da so strani, ki imajo povezave na pomembnejših spletnih straneh, tudi same pomembne. PageRank je zastavljen tako, da se poveže s človeškim pojmom pomembnosti. Poleg PageRanka je Google v zadnjih letih dodal številna druga skrivnostna merila za določanje uvrstitve strani na seznamu zadetkov. Po nekaterih podatkih naj bi teh meril bilo še več kot 250. S tem, ko Google ohranja ta merila kot skrivnost  seveda ohranja prednost pred svojimi tekmeci po vsem svetu.

### Optimizacija za Google - SEO
Ker je Google najbolj priljubljen iskalnik, si veliko razvijalcev spletnih strani želi vplivati na postavitev njihove spletne strani med zadetki. Iz tega se je razvila celo posebna industrija, ki se ukvarja z optimizacijo spletnih strani za boljšo postavitev v Googlu oz. spletnih iskalnikih nasploh (temu rečemo SEO - Search Engine Optimization). Ideja je, da se v spletne strani vnese določene atribute in sicer skrite objekte, ki v Googlovem algoritmu PageRank dodajo vrednost spletni strani.

## Funkcionalnost
Iskanje Google je sestavljeno iz serije lokaliziranih spletnih strani. Največji od teh je [www.google.com google.com], ki je na vrhu seznama najbolj obiskanih spletnih strani na svetu.

### Iskalni niz
Googlov iskalnik običajno sprejema poizvedbe kot navadno besedilo, ki ga razbije v zaporedje iskalnih izrazov. Googlovo Napredno Iskanje pa ponuja dodatna polja, ki se lahko uporabijo, da iskalni zadetki popolnoma ustrezajo našim našim željam.

### "Klik na srečo"
Googlova domača stran vsebuje tudi gumb z napisom "Klik na srečo". Ideja je, da če se "počutite srečno", vas bo iskalnik odlično preusmeril na želeno spletno stran, ne da bi morali to storiti preko strani z rezultati iskanja. Glede na študijo je ta funkcija Google stala 93 milijonov evrov na leto, čeprav so vsa iskanja "na srečo" pomenila le 1% vseh iskanj. 
Tudi Google Chrome in Mozilla Firefox sta uporabljala princip "Klik na srečo" kot privzeti iskalni način ko uporabnik vnese poizvedbo v naslovno vrstico, vendar je bila ta funkcionalnost opuščena v novejših različicah.

### Posebne funkcije
Poleg glavne funkcije za iskanje besedila, ima Iskanje Google več kot 22 "posebnih funkcij" (aktiviranih z vnosom posebne oblike, ki jo Google zazna - nekatere delujejo samo v angleščini) pri iskanju:
- Vreme - vrne podatke o vremenu na določeni lokaciji (npr.: "vreme Ljubljana")
- Rezultati športnih tekmovanj - vrne podatke o določenem športnem tekmovanju (npr.: "košarka Slovenija Srbija")
- Pretvarjanje merskih enot - pretvori vneseno količino v želeno enoto (npr.: "10dm in cm")
- Pretvarjanje denarnih valut - pretvori vneseno valuto in količino v želeno valuto (npr.: 1234 dollars in euros")
- Kalkulator - vrne rezultat enačbe, ki smo jo vnesli (npr.: "150*14-16=", kar vrne 2084)[18]
- Slovar - vrne definicijo vnesene besede ob besedi "define" (npr.: "define computer")
- Zemljevidi - prikaže zemljevid vnesene lokacije (npr: "map of Ljubljana")
- Kino-spored -  vrne podatke o predvajanju vnesenega filma v najbližjih kinematografih
- Metronom - prikaže metronom, ki mu lahko nastavimo poljubno frekvenco

### Google Doodles
Ob nekaterih priložnostih se logotip Googlove strani spremeni v posebno različico, znano kot "Google Doodle". To je slika, risba ali animacija, ki vključuje logotip. To se običajno opravi za poseben dogodek ali dan čeprav niso vsi od njih dobro znani. Klik na Doodle nas preusmeri na povezavo z nizem rezultatov iskanja o temi, ki jo Doodle simbolizira.

## Predlogi iskanja
Leta 2008 je Google začel sam popravljati iskalne izraze če smo se pri vnašanju zmotili in jih prikazal pod iskalno vrstico.

## Poraba energije
Google trdi, da ena iskalna poizvedba zahteva skupaj 1 kJ ali 0.0003 kW·h, , kar je dovolj, da se temperatura enega litra vode dvigne za 0,24 °C.